# Three Live Ghosts
Three Live Ghosts er en britisk stumfilm fra 1922 af George Fitzmaurice.

## Medvirkende
- Norman Kerry som Billy Foster
- Anna Q. Nilsson som Ivis
- Edmund Goulding som Jimmy Gubbins
- John Miltern som Peter Lame
- Cyril Chadwick som Spoofy
- Clare Greet som Mrs. Gubbins